# Tầng vật lý
Tầng vật lý (physical layer - còn có thể gọi là tầng thiết bị, hoặc tầng vật thể) là tầng thứ nhất trong bảy tầng mô hình OSI. Tầng này chịu trách nhiệm ứng đối với các đòi hỏi về dịch vụ từ tầng liên kết dữ liệu.
Tầng này ám chỉ đến phần cứng (hardware) của mạng truyền thông, đến hệ thống dây nối cụ thể, hoặc đến sự liên kết viễn thông điện từ. Tầng này còn xử lý thiết kế điện, khống chế xung đột (collision control), và những chức năng ở hạ tầng thấp nhất.
Tầng vật lý là hạ tầng cơ sở của mạng truyền thông, cung cấp phương tiện truyền tín hiệu thô sơ ở dạng bit. Hình dáng của các nút cắm điện (electrical connector), tần số để phát sóng là bao nhiêu, và những cái thuộc hạ tầng tương tự, được xác định ở đây. Một ví dụ tương tự của tầng này là ví dụ về hạ tầng của một mạng lưới bưu phẩm, bao gồm việc xác định những thứ như giấy thư và mực chẳng hạn.
Chức năng và dịch vụ chính mà tầng vật lý giải quyết là:
- Thiết lập và ngắt mạch một liên kết viễn thông trên một phương tiện truyền thông;
- Tham gia vào một tiến trình trong đó tài nguyên được nhiều người sử dụng cùng một lúc, chẳng hạn phân giải sự tranh chấp (contention) và khống chế luồng (flow control);
- Biến đổi thể dạng của dữ liệu số (digital data) trong thiết bị của người dùng đồng bộ với tín hiệu được truyền qua đường truyền thông (Communication channel).

## Hạ tầng phát tín hiệu (Physical signaling sublayer)
Trong một mạng cục bộ (local area network) (LAN) hoặc trong một mạng đô thị (metropolitan area network) (MAN) dùng kiến trúc của kết nối các hệ thống mở (open systems interconnection) (OSI), hạ tầng phát tín hiệu là một phần của tầng vật lý, và tầng này:
- Giao diện với tầng con MAC (medium access control sublayer)
- Thi hành việc mã hóa ký tự (character encoding), truyền thông (transmission), thu nhận tín hiệu, và giải mã (đecoding)
- Có thể thi hành thêm chức năng cách ly.

Nguồn: từ Federal Standard 1037C

## Ví dụ
- EIA standards: RS-232, RS-422, RS-423, RS-449, RS-485
- ITU Recommendations: xem ITU-T
- DSL
- ISDN
- T1 and other T-carrier links, and E1 and other E-carrier links
- 10BASE-T, 10BASE2, 10BASE5, 100BASE-TX, 100BASE-FX, 100BASE-T, 1000BASE-T, 1000BASE-SX and other varieties of Ethernet
- Varieties of 802.11

## Ví dụ phần cứng
- Bộ lặp (repeater)
- Modem
- Card mạng
- Hub

Chú ý: Tầng vật lý
Liên quan đến sự truyền thông luồng dữ liệu bit không có kết cấu cụ thể, trên tuyến truyền thông. Chịu trách nhiệm về cơ lý, điện lý, và các tính năng quy trình, hòng thiết lập, giữ gìn và ngắt mạch tuyến truyền thông.